# Higashisonogi (Nagasaki)
Higashisonogi (東彼杵町 Higashisonogi-chō?) es una ciudad de Japón localizada en el Distrito Higashisonogi, en la prefectura de Nagasaki.

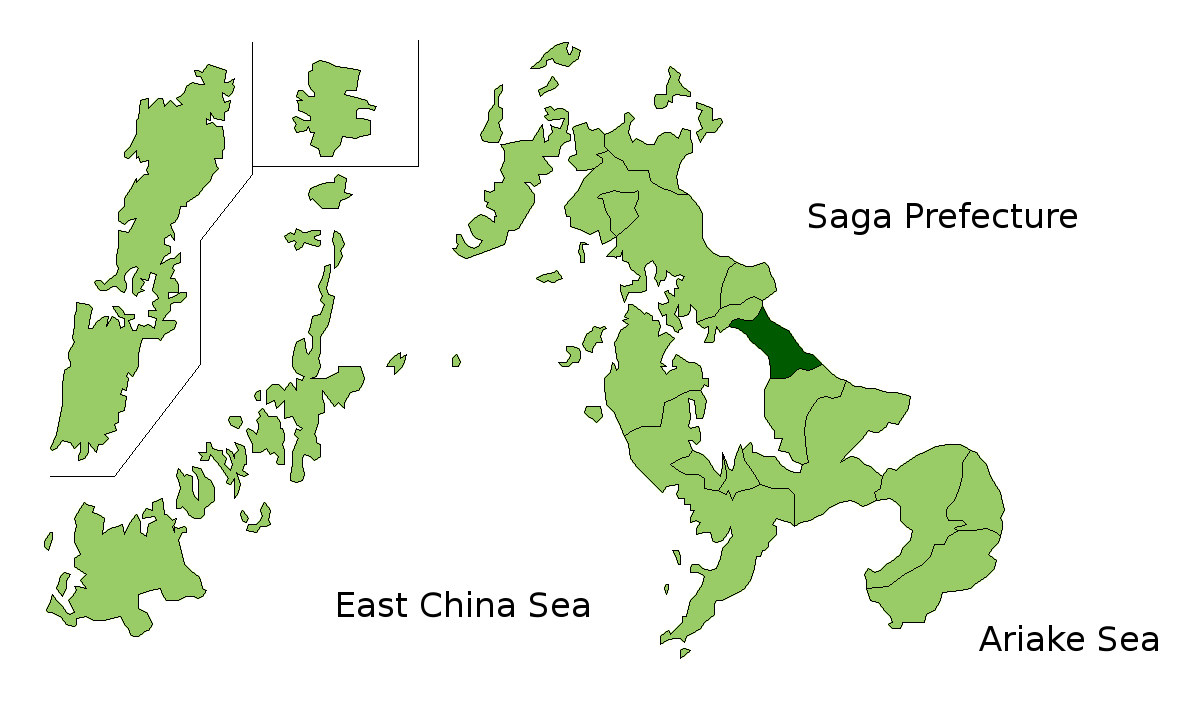
Locación de Higashisonogi en Nagasaki.

Hasta el 1 de enero de 2009, se estimó que la total población sería de 9219 habitantes, y una densidad de población de 124 personas por km². El área total es de 74,25 km². Ahí hay una tienda de convenciones, cuatro gasolineras, un parque, un muelle, un hospital, cinco clínicas, dos dentistas, muchos restaurantes y dos bancos. Ahí hay cuatro escuelas de primaria y dos escuelas de educación secundaria.
Localizado en la intersección de las rutas 34 y 208, en el borde de la bahía de Ōmura, Higashisonogi tiene un conveniente acceso a trenes, autobuses, carreteras y un puerto también. La industria de esta ciudad incluye construcción, Corta de árboles, formación de Piedras, agricultura y el más famoso, el Tè Verde de Japón. 

## Historia
Los recuerdos históricos acá llegan hasta los años 1500.  Este fue el punto cruzante de las 26 Kirishitan martyrs cuando ellas bordeaban algunos botes en estos lugares, y continuaron hasta la bahía de Nagasaki, donde ellos fueron crucificados como ejemplo a todos los que practicaban el cristianismo.